# Serghei Vladimirovici Iliușin
Serghei Vladimirovici Iliușin (rusă Сергей Владимирович Ильюшин (n. 30 martie 1894, lângă Vologda, - d. 10 februarie 1977, Moscova) a fost un inginer sovietic constructor de avioane.

## Date biografice
Iliușin a fost mezinul într-o familie de țărani cu 9 copii. Școala elementară a terminat-o în satul vecin  Beresniki. La vârstă de 15 ani lucrează că ajutor în diferite domenii de muncă. În 1914 la izbucnirea primului război mondial este încorporat ca militar, unde lucrează că mecanic pentru avioane bombardiere. Profesia de mecanic de aviație o învață de la Ilia Muromeț, care a fost primul în lume care a produs în serie un bombardier cu patru motoare. La propria lui inițiativă Serghei urmează cursul de calificare pentru piloți din Petersburg, curs pe care-l termină în anul 1917. El devine membru al partidului comunist fiind înrolat în armata roșie. În timpul războiului civil rus lucrează că mecanic de avioane pe frontul de nord iar ulterior la atelierele de avioane din Saratov. La data de 21 septembrie 1921 se înscrie la academia militară de aviație. În acest timp este inițiat de profesorii săi în aerodinamică și în construcția de elicoptere. În anul 1923 el a construit primul său avion planor AWF-3. Modelul următor de planor construit de el este AWF-21 este construit în colaborare cu alți constructori sovietici, planorul a luat parte cu succes la concursuri de aviație, stabilind în 1925 un nou record, la un concurs  care a avut loc în Germania. După terminarea studiilor devine în cadrul aviației militare, constructor șef. În 1931 începe o activitate de cercetare la Institutul Central de Aerodinamică (rusă Центральный Аэрогидродинамический Институт) care a fost unul dintre cele mai etalate institute din URSS. Din anul 1933 a început colaboreze cu alți specialiști ruși în vederea primului tip de avioane militare de atac Iliusin. Succesul lui cel mai important îl are în anul 1939 cu tipul de avion Iliușin Il-2, din care au fost fabricate în serie ca. 36.000 de exemplare. Din anul 1948 este profesor la Academia Militară de Aviație (rusă Военно-воздушная инженерная академия имени профессора Н. Е. Жуковского), cariera lui va fi încununată de obținerea a mai multe distincții, dintre care cel mai important este Premiul Lenin, care i-a fost decernat în anul 1960. Fiul său Vladimir a devenit un pilot cunoscut.